# Maria Kamrowska
Maria Barbara Kamrowska, po mężu Nowak (ur. 11 marca 1966 w Starogardzie Gdańskim) – polska lekkoatletka, wieloboistka i płotkarka, olimpijka z Barcelony 1992.

## Kariera sportowa
Zawodniczka MKS-AZS-AWF Gdańsk i Skry Warszawa, podopieczna trenera i późniejszego męża Sławomira Nowaka. Olimpijka z Barcelony (1992) (10. miejsce). Brązowa medalistka uniwersjady w Sheffield w siedmioboju (1991 – 6279 punktów), dziewiąta zawodniczka mistrzostw świata (Tokio 1991 – 6237), szósta zawodniczka Pucharu Europy (1993 – 6060), siódme miejsce zajęła w pięcioboju podczas halowych mistrzostw Europy 1994 (4496 pkt). 
4-krotna mistrzyni Polski w biegu na 100 metrów przez płotki oraz 3-krotna mistrzyni kraju w hali na 60 metrów przez płotki i 200 metrów. W 1993 zdobyła złoty medal halowych mistrzostw Szwecji w biegu na 60 m przez płotki. Sześciokrotna mistrzyni Danii (100 metrów przez płotki, 60 metrów przez płotki, pchnięcie kulą, skok w dal). 
Aktualnie trenerka siedmioboistek w klubie AZS-AWFiS Gdańsk.

## Rekordy życiowe
- bieg na 100 metrów przez płotki – 13,25 (1993)
- siedmiobój – 6263 (1992).